# Родится ведьма
«Родится ведьма» — один из рассказов о герое мира меча и магии Конане из Киммерии, написанных американским автором Робертом И. Говардом за несколько дней весной 1934 года. Впервые опубликован в декабре 1934 в выпуске журнала Weird Tales. Действие рассказа происходит в псевдоисторическую Хайборийскую эру и основано на замене двух сестёр-близнецов.
Распятие Конана на кресте является одной из наиболее запоминающихся сцен всей серии и включено в фильм 1982 года «Конан-варвар» с Арнольдом Шварценеггером в главной роли.

## Описание сюжета
Каждые сто лет, согласно древнему проклятию, родится ведьма. Проклятье сбывается. Некоторые ведьмы были умерщвлены сразу после рождения, так хотели убить и меня. Некоторые ходили по Земле будучи ведьмами, гордыми дочерьми Каурана, носящие знак адской луны на своей груди цвета слоновой кости. И каждую называли Саломеей. Всегда будут появляться Саломеи, даже если ледники сойдут с полюса и обратят цивилизацию в руины и новый мир поднимется из пепла и праха — даже тогда по земле будут ходить Саломеи, чтобы улавливать своими чарами сердца мужчин, чтобы танцевать перед земными королями, чтобы видеть как головы мудрецов падают с плеч ради их прихотей.
Оригинальный текст (англ.)"Every century a witch shall be born.' So ran the ancient curse. And so it has come to pass. Some were slain at birth, as they sought to slay me. Some walked the earth as witches, proud daughters of Khauran, with the moon of hell burning upon their ivory bosoms. Each was named Salome. I too am Salome. It was always Salome, the witch. It will always be Salome, the witch, even when the mountains of ice have roared down from the pole and ground the civilizations to ruin, and a new world has risen from the ashes and dust—even then there shall be Salomes to walk the earth, to trap men's hearts by their sorcery, to dance before the kings of the world, to see the heads of the wise men fall at their pleasure" 
— Роберт Говард: «Родится ведьма»
Ведьма Саломея, будучи сестрой-близнецом королевы Каурана Тарамис, выдаёт себя за сестру и вероломно захватывает власть над королевством, опираясь на полководца Констанция и его войско шемитов. Капитан королевской гвардии Конан отказывается присягнуть Саломее, догадавшись о подмене; гвардия сражается до последнего человека. Констанций приказывает распять Конана на кресте, но его спасает атаман кочевников-зуагиров Гарет. Конан захватывает власть над шайкой и ведёт армию зуагиров на столицу Каурана.
Констанций, рассчитывая на лёгкую победу, выводит войско в поле, но попадает под удар гиборийской конницы, которую тайно привёл Конан. Воин Валерий собирает уцелевших патриотов и пытается освободить Тарамис, армия Конана входит в город, истребляя и Саломею, и вызванное ею из Бездны чудовище.

## Адаптации
Рой Томас (автор сценария) и Джон Бускема (художник) выпустили комикс по мотивам рассказа вошедший в номер 5 журнала Savage Sword of Conan за 1975 год.
Сцена распятия Конана встречается в фильме 1982 года Конан-варвар. Первоначальный вариант сценария для фильма был написан Оливером Стоуном по мотивам рассказов «Родится ведьма» и «Чёрный колосс», действие которого происходит в постапокалиптическом будущем. Режиссёр фильма Джон Милиус отказался от этого варианта сценария, но оставил сцену распятия. Кеннет фон Ганден отозвался о ней как о «квиэнтсенции говардовского Конана: могучий киммериец, распятый на кресте, выдёргивает гвозди из ладоней и стоп, перекусывает горло стервятнику, прилетевшему выклевать его глаза».

## Дополнительные факты
- Мотивы рассказа встречаются в фильме 1984 года Конан-разрушитель, роль королевы Тарамис исполнила актриса Сара Дуглас
- Чешская группа Animal Hate, играющая в жанре дэт-метал, в 2008 году выпустила альбом под названием …A Witch Shall Be Born, основанный на этой истории[5].